# Hugo «Cheché» Santos
Hugo Alberto «Cheché» Santos Nascimento (Montevideo, 12 de agosto de 1941-Montevideo, 21 de febrero de 2019) fue un compositor y cantante uruguayo. En 2018 se le otorgó el reconocimiento «Figura de Oro» del carnaval de ese año.

## Biografía
Reconocido en los géneros del candombe y el carnaval, aunque también incursionó en otros como la música brasileña, formando el grupo Bando do Orfeo junto a Eduardo Mateo. Allí se desempeñó como cantante y percusionista.
Participó en otros grupos como Concierto Lubolo, Kimba, Morenada, Kanela y su Barakutanga, Estrellas negras, Cuareim 1080, Yambo Kenia y el grupo de carnaval Bantú. Actuó tanto en Uruguay como en Argentina, Chile, Brasil y Europa.
Su canción Zambullete fue grabada por diversos artistas, entre los que se encuentra Celia Cruz.

## Discografía
- Negrocan (LP)
- Los de Cartagena, Pipoca (grabados en Buenos Aires)
- Candombe de vanguardia (LP)